# Aarsland
Aarsland ist eine Funeral-Doom-Band.

## Geschichte
Der damals in Nowosibirsk lebende Musiker Ruslan Ismailow experimentierte bereits vor der Namensfindung mit Dark Ambient und Drone Doom. Erste Demoaufnahmen datiert er auf einen Zeitraum zwischen 2005 und 2007. Etwa 2012 formte er aus den Ideen eine erste Veröffentlichung und gab dem Projekt hierbei den Namen Aarsland, den er zugleich als Pseudonym annahm. Im Jahr 2018 zog Ismailov nach Moskau, von wo er Aarsland seither betreibt.
Viele seiner Aufnahmen veröffentlichte Ismailov als Musik-Download über Bandcamp im Selbstverlag. Die 2015 und 2018 erschienenen Alben Gedenkstatte und Rasputin wurden hingegen in Kooperation mit dem russischen Metal-Label Narcoleptica Productions auch als physischer Tonträger herausgegeben. Die internationale Rezeption der Veröffentlichungen blieb indes verhalten jedoch positiv. So lobte Riccardo Veronese Gedenkstatte für das Webzine Doom-Metal.com als ein Album, das besonders Personen gefallen sollte, „die die dunkle Seite des Funeral Doom“ bevorzugen.

## Stil
Veronese bezeichnet die Atmosphäre der Musik als „dunkel, böse und gruselig.“ Ismailov selbst beschreibt die Musik als einen Crossover aus Dark Ambient, Drone- und Black-Doom. Der für das Webzine Doom-Metal.com verfassten Banddarstellung nach spielt Ismailov mit Aarsland einen „unerbittlich böse klingenden und dissonanten Funeral Doom“. Zum einordnenden Vergleich wird auf das amerikanische Projekt Hierophant verwiesen. Die Musik kombiniere „schwere zermalmende Passagen“ mit „schneidenden Gitarren“ mit Elementen des Drone Doom und Dark Ambient. Derweil sei der Gesang vielfältig und käme „gut zur Geltung“. Veronese verweist für den Gesang auf Bezugspunkte im Black Metal, die sich auch in anderen Bereichen der Musik finden ließen.

## Diskografie
- 2014: Das Sakrale (Download-Album, Selbstverlag)
- 2014: Grabstein (Download-Album, Selbstverlag)
- 2015: Gedenkstatte (Album, Narcoleptica Productions)
- 2018: Rasputin (Album, Narcoleptica Productions)
- 2018: Erlkönig (Download-Album, Selbstverlag)
- 2019: Symphony of the Gave (Download-EP, Selbstverlag)
- 2020: Moscow 1654 (Download-Album, Selbstverlag)
- 2020: Ascetic Doom (Download-Kompilation, Selbstverlag)
- 2022: Sacred Noise (Download-Album, Selbstverlag)
- 2025: Песнь Опричника (Album, Taibola Records)
- 2025: Yurodivyj (Album, Taibola Records)